# IJzertestament
Het IJzertestament was een open brief die Vlaamse frontsoldaten, leden van de zogenaamde Frontbeweging (die later mee aan de wieg stond van de IJzerbedevaart), tijdens de Eerste Wereldoorlog schreven aan de toenmalige Koning Albert I om hun ongenoegen te uiten over hun behandeling door Franstalige officieren. Het feit dat het Nederlands, de taal van 80% van de Belgische soldaten, niet erkend was als officiële taal en de officieren enkel Frans gebruikten (met zware straffen op het gebruik van het Nederlands aan het front), zorgde voor problemen.
In hun brief aan de koning herinnerden zij deze aan de woorden waarmee hij Vlamingen en Walen opriep om aan te sluiten bij het leger: "Vlamingen, gedenk de Slag der Gulden Sporen! Walen, gedenk de 600 Franchimontezen!" Zij meenden hierin te herkennen dat de koning hen als Vlamingen erkende en hun rechten zou uitbreiden, met erkenning van het Nederlands als officiële taal. In de brief geven ze aan zich door deze woorden zwaar misleid te voelen.

## Open brief aan den Koning van België Albert I
"Vol vertrouwen in U die, bij het ingaan van den wereldoorlog, de Vlamingen aan het Guldensporenfeest herinnerdet, komen wij tot U, wij, de Vlaamsche soldaten, het Vlaamsche leger, het leger van den Yser, om U te zeggen dat we ons bloed voor ons land veil houden doch dat het niet dienen mag om de boeiën van ons volk nauwer toe te halen maar om het vrij te laten ademen, vrij te laten leven." [...]
[...] "Vanaf 1830, begon de lijdensgeschiedenis van het Vlaamsche volk. Ons volk is verachterd, verongelijkt, diep vervallen. In België is voor de Walen alles, voor de Vlamingen niets." [...]
[...] "Wij, Vlaamsche soldaten, wij lijden om ons Vlaamsch zijn. We worden geleid door oversten die onze taal niet verstaan, die ze niet willen verstaan, die ze zelfs verachten." [...]
[...] "Oficieele menschen zijn tegen ons gekant, zeggen aan wie het maar hooren wil, dat de tijd van de Vlaamsche beweging uit is, dat België en dus Vlaanderen romaansch zal zijn. Overal gaan ze verkonden, dat wij, Vlamingen, niet meer voor vrijheid, voor gelijkheid, niet meer voor volledige erkenning van ons Vlaamsch recht strijden, maar wel om het latijnendom, voor den zege van de Fransche Kultuur. Maeterlinck en zoovele anderen gaan in het buitenland spreken voor schitterende zalen of schrijven in een warme, weelderige kamer om onzen stam te belagen en intusschen zien wij onze Vlaamsche helden vallen met een laatsten Vlaamschen klank op hun lippen uitgestrekt liggen op het kille veld, om hun land en hun volk vrij te koopen. Hebben ze dan geen eerbied voor het Vlaamsche bloed?"